# John Diamond (dziennikarz)
John Diamond (ur. 10 maja 1953 w Londynie, zm. 2 marca 2001 tamże) – jeden z najbardziej płodnych dziennikarzy, publicystów i radiowców brytyjskich. Od szesnastego roku życia był członkiem Partii Pracy.

## Życiorys
Nim został dziennikarzem, był nauczycielem angielskiego i teatrologii.
Od 1992 pisywał bardzo popularne felietony w cyklu „Coś na weekend” w sobotnim wydaniu The Times, które od czasu diagnozy raka, w większości dotyczyły przebiegu jego choroby. Pisał dla większości krajowych gazet (głównie The Times, Sunday Times, Sunday Mirror, Daily Express, Sunday Telegraph), był prezenterem niezliczonych serii radiowych i telewizyjnych (m.in. w BBC). 
Od 1992 żonaty ze znaną dziennikarką, Nigellą Lawson. Oboje tworzyli jedno z najbardziej znanych w Londynie małżeństw.
W 1997 zdiagnozowano u niego raka gardła. Swą trzyletnią walkę z rakiem spisał w serii głośnych felietonów, za które otrzymał prestiżową nagrodę programu „What The Papers Say” (Felietonista Roku 1997). O batalii z rakiem mówiła też jego bestsellerowa książka wydana w 1999: C: Because Cowards Get Cancer Too... (C: Ponieważ tchórze też dostają raka), za którą został nominowany do Nagrody Samuela Johnsona. Na podstawie felietonów opisujących zmagania Diamonda z chorobą nakręcono film dokumentalny dla BBC zatytułowany Tongue Tied (Oniemiały), zaś jego książka C: Because Cowards Get Cancer Too... doczekała się adaptacji scenicznej (premiera miała miejsce w teatrze Grace w Londynie, 26 lutego 2000), dokonanej przez Victorię Coren w sztuce zatytułowanej A Lump in my Throat – John Diamond and Me (Gula w moim gardle - John Diamond i ja), a następnie readaptacji telewizyjnej. 
Diamond był znany jako dziennikarz i radiowiec, lecz dzięki swej chorobie i dzieleniu się nią, znalazł się u szczytu swej popularności.
Bezpośrednio przed śmiercią Diamond pracował nad szóstym rozdziałem książki, która miała być „niepochlebnym spojrzeniem na medycynę alternatywną”. Została ona wydana już po jego śmierci, pod tytułem Snake Oil and Other Preoccupations (Cudowne mikstury i inne troski).
John Diamond zmarł w wieku 47 lat, zostawiając żonę i dwójkę dzieci – Cosimę (7 lat) oraz Bruna (4 lata).
3 września 2002 Nigela Lawson otworzyła John Diamond Voice Laboratory w szpitalu Royal Marsden w Londynie, gdzie Diamond był leczony.